# شخصی جدید (ترانه هوزیر)
شخصی جدید (انگلیسی: Someone New) نام ترانه‌ای از هوزیر است که در آلبوم اول وی با نام هوزیر قرار داشت. موزیک ویدئو این ترانه در ۲ مارس ۲۰۱۵ در یوتیوب قرار گرفت که در آن ناتالی دومر بازی کرده‌بود.